# Мелетий (Шергин)
Архимандри́т Меле́тий (в миру — Михаи́л Алексее́вич Шергин; 4 (16) ноября 1814, Сольвычегодск, Сольвычегодский уезд, Вологодская губерния, Российская империя — 3 (15) апреля 1893, Спасо-Вифанский монастырь, Сергиев Посад, Московская губерния, Российская империя) — священнослужитель Русской православной церкви, архимандрит, настоятель Соловецкого монастыря (1879—1891), историк, писатель, естествоиспытатель.
Член Санкт-Петербургского общества естествоиспытателей, кавалер ордена Святого Владимира IV степени.

## Биография
Родился 4 ноября 1814 года в городе Сольвычегодск Вологодской губернии в семье священника местной церкви протоиерея Алексия Шергина. Крещён 5 ноября 1814 года во имя Архангела Михаила.
В 1831 году поступил в Вологодскую духовную семинарию.
В 1838 году, успешно окончив обучение, подал прошение на имя митрополита Филарета (Дроздова) о принятии в братство Троице-Сергиевой Лавры. В том же году переехал в Сергиев Посад, и пока решался вопрос о его принятии в Лавру, устроился преподавателем в Лаврское народное училище.
10 мая 1840 года был принят в Лавру послушником, проходил там клиросное послушание и продолжал преподавательскую деятельность.
11 января 1841 года подал прошение о монашеском постриге.
15 марта 1841 года пострижен в монахи с именем Мелетий. (Духовный покровитель — святитель Мелетий Антиохийский). Духовник — архимандрит Антоний (Медведев).
29 июня 1842 года рукоположён во иеродиакона.
В 1844 году назначен на должность помощника благочинного.
В марте 1845 года назначен на должность смотрителя Лаврского народного училища и странноприимных мужских и женских больниц без освобождения от всех прежних послушаний.
1 августа 1845 года рукоположён во иеромонаха.
В 1850 году определён на должность благочинного Троице-Сергиевой Лавры «с прохождением также и настоящей его должности смотрителя училища и больниц».
В 1856 году утверждён соборным иеромонахом и награждён наперсным крестом «в уважение благочестивого служения Церкви и монашеской жизни».
В последующие 20 лет исполнял в Троице-Сергиевой Лавре послушания благочинного, ризничего, казначея, и др.
4 ноября 1870 года (по другим данным — 21 ноября 1870 года) возведён в сан архимандрита и назначен настоятелем Серпуховского Высоцкого монастыря.

### Деятельность на Соловках
30 апреля 1879 года назначен настоятелем Соловецкого монастыря. Прибыл в обитель и приступил к исполнению обязанностей настоятеля 9 июля 1879 года.
В период настоятельства архимандрита Мелетия в Соловецком монастыре был произведён ремонт действующих и строительство новых храмов, устроено отопление Троицкого Зосимо-Савватиевского собора, выстроен новый кирпичный корпус для братии в Савватиевой пустыни, в 1886 г. закончено строительство колокольни при церкви преподобного Онуфрия Великого на монастырском кладбище. В 1880—1884 г. вновь отстроена на прочном подсыпном грунте обветшавшая Троицкая церковь в Троицком скиту на острове Анзер.

Мелетием построено два парохода для монастырской флотилии — «Соловецкий» и «Михаил Архангел» (пароходы потом прослужили монастырю в течение 35 лет), организована Соловецкая биологическая станция, метеорологическая станция «Соловецкий монастырь» (находившаяся в северо-западной башне монастыря), геофизическая обсерватория (основным назначением которой было наблюдение за состоянием льдов для целей судоходства), фотолаборатория, живописная школа, литографическая мастерская, построена укреплённая набережная Святого озера на Большом Соловецком острове, и многое другое. Архимандрит Мелетий живо интересовался научными достижениями и стремился использовать их к приумножению Славы Божией. Его усилиями было внедрено множество современных на тот период технических усовершенствований. Много сил уделял архимандрит Мелетий поддержке научных изысканий на Соловецком архипелаге. Его соизволением на островах действовали гидробиологические и геологические экспедиции, велись геофизические наблюдения, и т. д. Было создано рыборазводное хозяйство («заведение для выплаживания икры»), акклиматизирована сибирская рыбка ряпушка.
«Они наладили солеварение (каждый год монастырь продавал по 10 тысяч пудов соли), молочное хозяйство, разведение северных оленей, построили кожевенный завод по обработке оленьих шкур. В монастырских владениях работали кирпичный и гончарный заводы, литейная, кузница, изготовлявшая не только гвозди, лопаты и топоры, но и оружие — копья, бердыши. Тюленей добывали в промышленном масштабе: салотопня и мастерская для пошивки сапог из тюленьей кожи работали бесперебойно. В монастыре был даже собственный квасопровод!» (А. Горяшко)
Соловецкий монастырь при архимандрите Мелетии обеспечивал также бесперебойную работу Троицкой на Анзере спасательной станции «Общества подания помощи при кораблекрушениях». О том тщании, с каким монастырь подходил к этому важному делу, свидетельствует история вельбота «Форрест» (десятивёсельного деревянного спасательного судна, приписанного к Троицкой спасательной станции). Когда спустя 22 года секретарь Архангельского правления «Общества подания помощи при кораблекрушениях» приехал на Соловки, чтобы оформить списание судна с баланса за ветхостью, то с удивлением обнаружил вельбот в превосходном состоянии.
В 1880 году за заслуги перед российской наукой архимандрит Мелетий был избран действительным членом Санкт-Петербургского общества естествоиспытателей, а в 1881 г. — его почетным членом.
В 1881 году избран почётным членом Общества испытателей природы при Императорском Харьковском университете.
В 1881 году вышло самое известное произведение архимандрита Мелетия — «Историческое описание ставропигиального первоклассного Соловецкого монастыря». Первоначально решив лишь переработать и дополнить книгу архимандрита Досифея (Немчинова), Мелетий в результате написал свой собственный оригинальный труд об истории монастыря, дополнив и актуализировав сведения, сохранив лишь ряд обширных цитат из архимандрита Досифея.
В 1883 году избран почётным членом Императорского Православного Палестинского общества.
В 1883 году избран почётным членом «Пятигорского общества помощи недостаточным больным, приезжающим на Кавказ для пользования минеральными водами».
В 1884 году избран действительным членом холмского Свято-Богородицкого братства.
В 1886 году архимандрит Мелетий положил начало возобновлению монашеской жизни в Трифоно-Печенгском монастыре на Кольском полуострове.
В 1887 году по ходатайству Санкт-Петербургского университета, за труды по устройству Соловецкой биологической станции был награждён орденом Святого Владимира IV степени.
Прогрессивные взгляды архимандрита Мелетия, его склонность к естественным наукам и внедрению технических новшеств в монастырскую жизнь, а также часто принимаемые им единоличные решения послужили основой для нескольких жалоб на него со стороны членов Учреждённого Собора Соловецкого монастыря и некоторых из монастырской братии. В вину Мелетию ставилась и биологическая станция, и метеорологическая обсерватория, устроенная в одной из монастырских башен, и укрепление камнем набережной Святого озера, и трата монастырских денег на реконструкцию монастырского кладбища и на строительство собора в городе Кеми.

### Последние годы жизни
5 апреля 1891 года Святейший Синод определил «по преклонности лет и слабости здоровья» уволить архимандрита Мелетия от должности настоятеля и определить его «на жительство в другой монастырь». Однако вопреки определению, Мелетий ещё год прожил на Соловках, и лишь в октябре 1892 года прибыл в Спасо-Вифанский монастырь, ставший его последним пристанищем.
Любопытно, что ещё осенью 1891 года журналисты по ошибке «похоронили» прогрессивного архимандрита. Несколько газет, в том числе «Новое время» и «Московские епархиальные ведомости» опубликовали некрологи о его смерти.
По мнению историографа Соловков митрополита Мануила (Лемешевского), «цельная, неугомонная, дисциплинирующая натура» и «дух деятельности» отца Мелетия ещё четверть века после его почисления на покой определяли стиль жизни и управления Соловецкого монастыря, «держа весь монастырь на известной высоте и в постоянном напряжении»
3 апреля 1893 года после тяжёлой продолжительной болезни архимандрит Мелетий скончался в Спасо-Вифанском монастыре, перед смертью соборовавшись и причастившись Святых Таин. 6 апреля архимандрита похоронили на монастырском кладбище. После смерти архимандрита осталось 5000 рублей, из которых, согласно его завещанию, 4000 были переданы на строительство больницы-богадельни в Пафнутьевском саду. Облачения, митра, наперсные кресты и три серебряных ризы (оклада) на иконы по завещанию архимандрита были переданы в Соловецкую обитель.
Несмотря на репутацию «прогрессивного архимандрита» по смирению и своей природной скромности отец Мелетий избегал позировать художникам и фотографам, поэтому до наших дней не сохранилось ни одного его портрета или фотографического изображения.

## Соловецкая биологическая станция

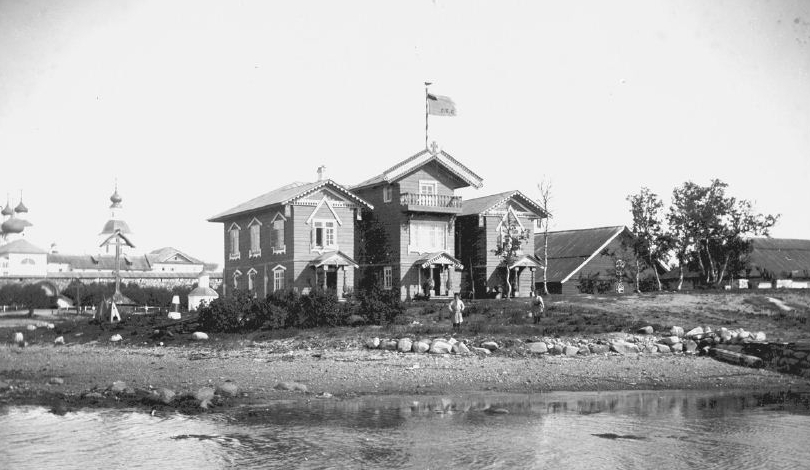
Соловецкая биостанция, 1897 г.

Устройство на Соловецких островах северной биологической станции полностью согласовывалось с планами самого архимандрита Мелетия, который полагал полезным для нужд монастыря вселение в многочисленные озёра архипелага нескольких видов рыбы, изучение фауны окружающих монастырь вод и устройство рыборазводного предприятия для нужд обители, охрану популяции гаги, и др. Во всём этом ему могли помочь биологи. В период настоятельства Мелетия Соловецкий монастырь выписывал журнал «Вестник рыбопромышленности». 
«Примечательно, что ещё в конце XIX века архимандрит Мелетий прекрасно сознавал, что благополучие любого поселения, любого хозяйства напрямую зависит от благополучия и здоровья природы, окружающей его. Он понимал, что давать оценку природным ресурсам и рекомендации по их грамотному использованию должны специалисты: только они способны учесть все взаимосвязи в живой природе, только они могут предвидеть долговременные последствия людского вмешательства в её дела»
В приходно-расходной книге Соловецкого монастыря за 1882 год имеется запись о направлении послушника Петра Хохлова в командировку «в рыбоводное Никольское казённое заведение Новгородской губернии для обучения разведению рыбы»

Известно, что по благословению архимандрита Мелетия Пётр Хохлов руководил в Соловецком монастыре в 1881—1883 годах интродукцией в Соловецкие озёра леща, ряпушки, линя и хариуса. Директор Никольского рыбоводного завода Оскар Андреевич Гримм и архимандрит Мелетий состояли в дружеской переписке. О. А. Гримм посещал Соловецкую обитель и лично говорил с архимандритом о работах по акклиматизации рыб: «Я, в бытность мою в Соловецком монастыре, просил лично настоятеля его, глубокоуважаемого отца Мелетия, сделать опыт пересадки морской корюшки в одно из многочисленных озёр на Соловецких островах» (О. А. Гримм).
В 1880 году профессор Императорского Санкт-Петербургского университета Николай Петрович Вагнер, с которым архимандрит Мелетий уже был знаком по трём летним ихтиологическим экспедициям, проходившим на Соловках в 1876, 1877 и 1880 годах, обращается к Мелетию с просьбой об организации при монастыре биологической станции и выделении для этого помещения. Испросив разрешения у старцев соловецких Зосимы и Савватия, Мелетий принялся хлопотать перед отцами Церкви. В 1882 г. Священный Синод подписал разрешение на открытие на территории монастыря биологической станции.

В Российском Государственном историческом архиве сохранился ответ архимандрита Мелетия Н. П. Вагнеру: 
«Милостивый государь Николай Петрович! От 21 июля сего 1880 г. имел честь я получить Ваше почтенное письмо, в коем выражаете желание, чтобы Соловецкий Монастырь, для пользы приморского края жителей и их детей, основал образовательное заведение для искусственного рыбоводства, где бы натуралисты могли изучать естественные условия для жизни рыб и вообще животных Белого моря. А вместе с заведением искусственного рыбоводства предполагаете, чтобы обитель Соловецкая устроила и биологическую станцию… Согласно Вашего желания я и Учрежденный Собор вполне разделяем Ваше мнение во исполнение. Поэтому наша сельдяная изба, стоящая на берегу Соловецкой бухты, может вполне служить, как изволите писать, базисом для этого учреждения. К этой избе, согласно Вашего проекта и плана, обитель сделает пристройку, где будет размещено рыбоводное заведение для выплаживания икры и первоначальный питомник. А на верху избы построим второй этаж для помещения биологической станции…»
"Монастырь, отстроивши биологическую станцию, снабдил её также приличною мебелью, которая была вся заново сделана, нарочно для станции, кроме того, монастырь бесплатно предоставил станции лодку и двух гребцов" — пишет профессор Вагнер. В выделенной архимандритом «Сельдяной избе» с надстроенным этажом расположилась биостанция с огромной по тем временам аквариальной залой и оснащённой по последнему слову техники гидробиологической лабораторией. Соловецкая биостанция стала по сути первым научным Океанариумом, изучавшим жизнь рыб и беспозвоночных северных морей.
Очевидно, что с удовольствием принимая у себя биологов, изучавших фауну Белого моря, просвещённый архимандрит надеялся и на их помощь в деле организации монастырской рыборазводни. Монастырь был заинтересован в интродукции некоторых видов рыб в многочисленные озера Соловецких островов. Предполагалось разведение ряпушки для употребления её вместо мойвы как наживки при ловле трески; необходимо было упорядочить эксплуатацию гаги как путем охранения самой птицы, так и её яиц и гнезд и т. п.. Однако на биостанции в основном работали сотрудники кафедры зоологии беспозвоночных, которые изучали совсем не рыб, поэтому рыбоводное заведение и «заведение для выплаживания икры» монастырю пришлось вести самостоятельно, при активной помощи Оскара Гримма, а программа по охране и реабилитации популяции гаги так и не была осуществлена.
Результатом же работы Н. П. Вагнера на Соловецкой биостанции под покровительством архимандрита Мелетия стал его монументальный труд «Беспозвоночные Белого моря», в котором профессор сердечно благодарит архимандрита за всяческое содействие науке.
За заслуги перед российской наукой архимандрит Мелетий был избран действительным (а затем и почётным) членом Санкт-Петербургского общества естествоиспытателей. Кроме того, по ходатайству Императорского Санкт-Петербургского университета он был представлен к Ордену Святого Владимира IV степени за труды по устройству биостанции.
Станция проработала до 1899 года, и была закрыта архимандритом Иоанникием (Юсовым).

## Семья
- Младший брат — иеромонах Агафангел (Шергин) (1825—1897), насельник Троице-Сергиевой Лавры, исполнял в Лавре послушание эконома; впоследствии — архимандрит, настоятель Сольвычегодского Введенского монастыря[31].